# لغزش (فیلم)
لغزش فیلمی به کارگردانی و نویسندگی مهدی رئیس فیروز ساختهٔ سال ۱۳۳۲ است.

## بازیگران
- بهمنی
- تاتا
- دینبلی
- منوچهر زمانی
- امیر والی
- سلیمانی
- قصری
- مهرانگیز وحدت